# Betty Toons
Betty Toons fue una serie animada colombiana de 2002 basada en la telenovela Yo soy Betty, la fea, historia original de Fernando Gaitán, readaptando a todos los personajes para convertirlos en niños que conviven dentro de un colegio primario. Tras el gran éxito de la transmisión de dicha telenovela en 1999 hasta 2001, surgió la idea de la producción de la serie animada a cargo de RCN Televisión. La serie duró un año al aire.
La dirección de voces estuvo a cargo de Hernán Zajec y Maribel Echeverría. La dirección musical fue de Juancho Pulido y la logística estuvo a cargo de Paula Arenas.
Esa fue la primera vez que una serie animada colombiana fue vendida al canal de televisión estadounidense Cartoon Network, que transmite varias series infantiles.

## Sinopsis
El universo de "Betty Toons" no transcurre en Ecomoda, sino en una escuela, ya que todos sus protagonistas son niños. Aquí se cuenta la infancia de Betty, a cuyo alrededor ya revoloteaban Armando, Marcela, Nicolás (el amigo feo de Beatriz), Patricia Fernández (La Peliteñida), el cuartel de las feas y demás personajes de la tira, con sólo algunos adultos: Inesita (la modista de la empresa en la novela), aquí encargada de conducir el micro escolar; el papá y la mamá de Betty (Hermes y Julia), y el señor Gutiérrez, el jefe de personal, ahora devenido en un profesor cascarrabias.
Beatriz es nueva en el colegio. Al llegar, todos sus compañeros se burlan de ella, tachándola de "fea". El apoyo a todas esas burlas está en sus padres y su mejor amigo Nicolás, quien poco después también entra al colegio. Junto a sus amigas, "El cuartel de feas", y sus archienemigos Marcela, Patricia, Mario y Daniel pasarán muchas aventuras típicas de infantes.

## Concepción
Un día llegó al canal una niña vestida como Betty que la imitaba a la perfección, y el autor, Fernando Gaitán, enseguida supo lo que tenía que hacer: un capítulo en la tira en la que Beatriz recordara su infancia y un especial de 5 capítulos para cubrir ese bache vacacional, protagonizado por niños capaces de recrear las mejores escenas de la novela. Así, mientras se elegía a los pequeños en un casting multitudinario, nació la idea de convertir la historia en dibujos animados.

## Reparto
| Personaje              | Actor de voz           |
| ---------------------- | ---------------------- |
| Beatriz «Betty» Pinzón | Alejandra Botero       |
| Nicolás Mora           | Andrés López           |
| Profesor Gutiérrez     | Alberto León Jaramillo |
| Armando Mendoza        | Juan Gaviria           |
| Marcela Valencia       | Marcela Jiménez        |
| Patricia Fernández     | Juliana Botero         |
| Mario Calderón         | Marta Noriega          |
| Aura María Fuentes     | Luz Amparo Álvarez     |
| Sofía López            | Luz Amparo Álvarez     |
| Bertha Muñoz           | Martha Araujo          |
| Julia Solano de Pinzón | Martha Araujo          |
| Hermes Pinzón          | José Ordóñez           |
| Sandra Patiño          | Martha Ginneth Rincón  |
| Mariana Valdés         | Giovanna Bernal        |
| Daniel Valencia        | Andrés López           |
| Freddy Contreras       | Andrés López           |
| Nicolasa Cifuentes     | María Mercedes Murillo |